# Étricourt-Manancourt
Étricourt-Manancourt è un comune francese di 511 abitanti situato nel dipartimento della Somme nella regione dell'Alta Francia.

## Società

### Evoluzione demografica
Abitanti censiti